# Горуја (Караш-Северин)
Горуја (рум. Goruia) насеље је у Румунији у округу Караш-Северин у општини Горуја. Oпштина се налази на надморској висини од 171 m.

## Прошлост
Аустријски царски ревизор Ерлер је 1774. године констатовао да место припада Карашовском округу, Вршачког дистрикта. Становништво је било претежно влашко.

## Становништво
Према подацима из 2002. године у насељу је живело 951 становника.

### Попис2002.
| Расподела становништва по националности 2002.‍ | Расподела становништва по националности 2002.‍ | Расподела становништва по националности 2002.‍ | Расподела становништва по националности 2002.‍ | Расподела становништва по националности 2002.‍ |
| --------------------------------------------- | --------------------------------------------- | --------------------------------------------- | --------------------------------------------- | --------------------------------------------- |
|                                               |                                               |                                               |                                               |                                               |
| Румуни                                        | Румуни                                        |                                               | 885                                           | 93,4%                                         |
| Роми                                          | Роми                                          |                                               | 39                                            | 4,1%                                          |
| Немци                                         | Немци                                         |                                               | 7                                             | 0,7%                                          |
| Хрвати                                        | Хрвати                                        |                                               | 17                                            | 1,8%                                          |

### Хронологија
| Година       | 1992 | 1993 | 1994 | 1995 | 1996 | 1997 | 1998 | 1999 | 2000 | 2001 | 2002 | 2003 | 2004 | 2005 | 2006 | 2007 | 2008 | 2009 | 2010 | 2011 | 2012 | 2013 | 2014 | 2015 | 2016 | 2017 |
| ------------ | ---- | ---- | ---- | ---- | ---- | ---- | ---- | ---- | ---- | ---- | ---- | ---- | ---- | ---- | ---- | ---- | ---- | ---- | ---- | ---- | ---- | ---- | ---- | ---- | ---- | ---- |
| Становништво | 1063 | 1042 | 1024 | 1004 | 981  | 956  | 946  | 926  | 909  | 915  | 897  | 879  | 867  | 846  | 851  | 845  | 865  | 840  | 822  | 829  | 854  | 833  | 808  | 806  | 791  | 779  |